# VVV CL003
VVV CL003 – prawdopodobna gromada otwarta znajdująca się w gwiazdozbiorze Wężownika w pobliżu granicy z gwiazdozbiorem Skorpiona. Została odkryta w 2011 roku w ramach przeglądu VISTA Variables in the Via Lactea w podczerwieni. Gromada ta znajduje się po drugiej stronie centrum Galaktyki, w odległości około 15 000 lat od niego. Jest to pierwsza gromada otwarta odkryta po drugiej stronie Drogi Mlecznej.